# Bernard Lagat
Bernard Lagat, född 12 december 1974 i byn Kaptel nära Kapsabet i Kenya, är en kenyansk-amerikansk friidrottare som tävlar i medeldistanslöpning. Han har sedan 2000 vunnit tolv medaljer – varav fem guld – vid VM, inomhus-VM och OS. Från och med 2005 tävlar han för USA.

## Biografi
Lagats genombrott kom när han vid Olympiska sommarspelen 2000 blev bronsmedaljör på 1 500 meter på tiden 3.32,44. Han blev året efter silvermedaljör på 1 500 meter vid VM i Edmonton efter Hicham El Guerrouj. Vid Afrikanska mästerskapen 2002 vann han guld på samma distans.
Under 2003 blev han silvermedaljör på 1 500 meter vid inomhus-VM i Birmingham på tiden 3.42,61, denna gång var det fransmannen Driss Maazousi som blev hans överman. 
Under år 2004 blev han världsmästare inomhus på 3 000 meter vid VM i Budapest. Han deltog även vid Olympiska sommarspelen 2004 där han slutade på andra plats på 1 500 meter efter El Guerrouj. 
Efter OS valde han att byta medborgarskap till amerikan och han missade därför VM i Helsingfors 2005. Han var tillbaka till VM 2007 då han vann guld både på 1 500 meter och på 5 000 meter. Han blev den förste manlige friidrottaren i ett VM att lyckas med den bedriften. 
Han var en av favoriterna till guldet vid Olympiska sommarspelen 2008 men blev bara nia på 5 000 meter och på 1 500 meter blev han utslagen redan i semifinalen. Medaljör blev han emellertid vid VM 2009 där han inte kunde försvara sitt VM-guld på 1 500 meter och slutade på tredje plats. Inte heller lyckades han att försvara sitt guld på 5 000 meter där han blev tvåa bakom Kenenisa Bekele.
2011 tog Lagat silver vid 1 500 på VM. Både 2010 och 2012 vann han guld på 3 000 meter på inomhus-VM.

## Personliga rekord
- 800 meter – 1.46,00
- 1 500 meter – 3.26,34 (2:a genom alla tider)
- 1 mile – 3.47,28
- 3 000 meter – 7.29.00 (inomhus 7.32,43)
- 5 000 meter – 12.54.12